# Prisrosett

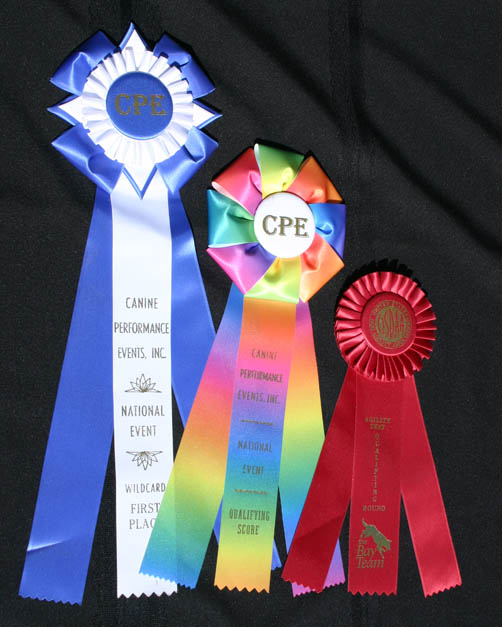
Prisrosetter

En prisrosett kan utdelas på exempelvis på djurutställningar och ridtävlingar. Den är oftast rund och gjord i olikfärgade, mjuka, veckade pappersband i lager, med nedhängade band där resultat och ev arrangerande klubbs namn finns skrivet. Beroende på vilken färg rosetten kan den visa vilken placering man fick. 